# Åtta odödliga
Denna artikel handlar om mytologiska figurer. För politikerna, se De åtta odödliga.

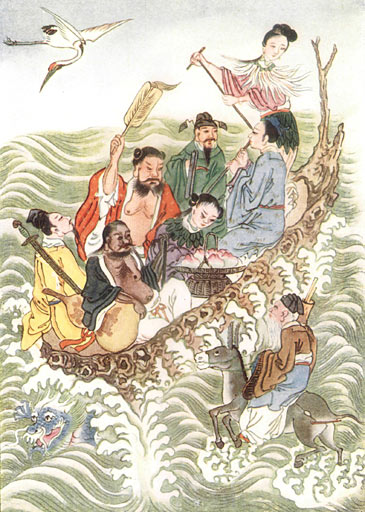
Åtta odödliga som korsar havet från Myths and Legends of China, 1922 Av E. T. C. Werner.

De åtta odödliga (kinesiska: 八仙; pinyin: Bāxiān; Wade-Giles: Pa-hsien) är en grupp av legendariska xian (odödliga) i kinesisk mytologi. De flesta av dem föddes under tangdynastin eller songdynastin. De sägs leva i Penglai Shan. De är vördade av daoister och är också ett populärt inslag i den sekulära kinesiska kulturen. De blir som grupp mestadels framställda som att tillsammans kryssa över havet och under färden göra bruk av sina olika färdigheter och förmågor (八仙过海; Ba xian guo hai).
Legenden om de åtta förekommer även i traditionella japanska framställningar och de finns avbildade i konsthantverk såsom tsuba och netsuke. Där är Chōkarō mest populär och syns oftast vid behov släppa ut eller kalla in sin mulåsna, som i japansk version förvaras i en kalebass.
De åtta odödliga är:
- He Xiangu, (kinesiska: 何仙姑, pinyin: Hé Xiān Gū)
- Cao Guojiu, (kinesiska: 曹國舅, pinyin: Cáo Guó Jiù)
- Li Tieguai, (kinesiska: 李铁拐/李鐵拐, pinyin: Lǐ Tiěguǎi)
- Lan Caihe, (kinesiska: 藍采和 , pinyin: Lán Cǎihé)
- Lü Dongbin, (kinesiska: 呂洞賓, pinyin: Lǚ Dòngbīn)
- Han Xiangzi, (kinesiska: 韓湘子, pinyin: Hán Xiāng Zi)
- Zhang Guolao, (kinesiska:  張果老; Pinyin: Zhāng Guǒ Lǎo; Japanska romaji: Chōkarō)
- Zhongli Quan, (kinesiska: kinesiska: 鐘離權/鐘离權, pinyin: Zhōnglí Quán)